# Görkem Yeltan
Görkem Yeltan (Nazilli, Aydın, 17 de gener de 1977) és una actriu, escriptora, i des de 2015, directora de cinema turca. També és guionista, productora cinematògrafica i ha participat com a membre del jurat de diversos festivals internacionals.

## Carrera
Estudià a la Facultat de Lletres de la Universitat d'Istanbul, i posteriorment es graduà al Departament de Teatre del Conservatori Estatal de la Universitat d'Istanbul el 1999.
S'inicia en la carrera interpretativa en sèries de TV. Com a actriu ha intervingut en més de quinze pel·lícules des de 1993, entre les quals Uzak İhtimal, Güneşin Oğlu i Sıfır Dediğimde. També actua en el teatre, en el qual s'inicià l'any 1993 mentre estudiava; i ha recorregut diferents escenaris, entre els quals el Teatre Ali Poyrazoğlu, el Teatre Istanbul, el Teatre municipal de Bakırköy o de Nazili.
Com a directora cinematogràfica va debutar el 2015 amb la pel·lícula Yemekteydim ve Karar Verdim (Estàvem dinant i em vaig decidir), protagonitzada per l'actriu Arzu Okay. El seu segon llargmetratge, Bağcık (Cordons), és de 2019.
Com a escriptora començà a publicar el 2001 i és autora d'una vintena de llibres infantils, mentre que també escriu articles sobre literatura infantil en dos diaris diferents: Radikal Kitap i Taraf Kitap.
Yeltan també ha estat guionista de diverses pel·lícules, com ara Uzak İhtimal, i guionista i productora de Dört Köşeli Üçgen (2018), de Mehmet Güreli.

## Filmografia com a actriu
- Seni Seviyorum Adamım - 2014
- Uzak İhtimal - 2009
- Güneşin Oğlu- 2008
- Gölge - 2008
- Sıfır Dediğimde - 2007
- Pulpa - 2006
- Miras - 2006

## Filmografia com a directora
- Yemekteydim ve Karar Verdim (Estàvem dinant i em vaig decidir), 2015
- Bağcık (Cordons), 2019

## Sèries de TV
- Küçük Hanımefendi - 2011-2012
- Kayıp Aranıyor - 2011
- Ey Aşk Nerdesin - 2009
- Aşk Yakar - 2008
- Şölen - 2007
- Davetsiz Misafir - 2005
- En İyi Arkadaşım - 2004
- Sil Baştan - 2004
- Biz Size Aşık Olduk - 2002
- Canım Kocacığım - 2002
- İnsanlık Hali - 2000
- Yılan Hikayesi - 1999
- Yüzleşme - 1999
- Komşu Komşu - 1997
- Ruhsar - 1997
- Kara Melek - 1997
- Foksi Show - 1994
- Süper Baba - 1993

## Premis
Ha estat premiada al 16è i 18è Festival Cinematogràfic Altın Koza per la seva interpretació en les pel·lícules Uzak İhtimal, el 2009, i Eylül, el 2011.
També va ser premiada com a coguionista pel film Uzak İhtimal, que obtingué el premi a la millor pel·lícula al 28è Festival de Cinema d'Istanbul i al Festival Internacional de Cinema de Rotterdam.